# Big 4 Hits
Big 4 Hits, auch Big 4 Hits Records, war ein US-amerikanisches Budget-Label mit Sitz in Cincinnati, Ohio. Big 4 Hits veröffentlichte ausschließlich EP-Platten mit Coverversionen aktueller Hits. Der Name lehnt daran an (dt. „vier große Hits“).

## Geschichte

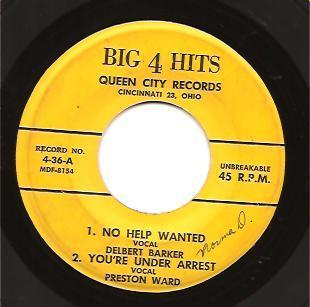
Delbert Barker – No Help Wanted / Preston Ward – You’re Under Arrest, 1953

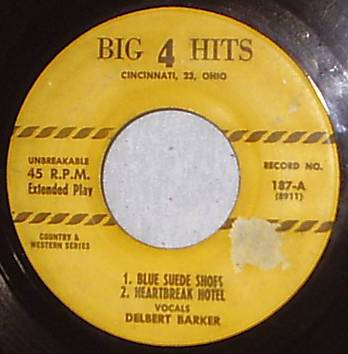
Delbert Barker – Blue Suede Shoes / Heartbreak Hotel, 1956

Big 4 Hits wurde 1952 von Carl Burckhardt als Tochterunternehmen seines Tonträgerunternehmens Rite Record Productions in Cincinnati, Ohio, gegründet. Der Sitz des Labels war 3930 Spring Grove Avenue in Cincinnati. Burckhardts Ziel war es, mit Big 4 Hits und anderen Labels wie Gateway Records und Kentucky Records, die ebenfalls zu Rite gehörten, aktuelle Hits auch für den finanzschwächeren Kunden erwerblich zu machen. Er nutzte daher unbekannte, regionale Musiker, deren Aufnahmen trotzdem oftmals musikalisch gesehen auf gleichem Niveau lagen wie ihre Vorbilder. Aufnahmen für Big 4 Hits wurden oftmals auch auf anderen Rite-Labels veröffentlicht, erschienen unter Pseudonymen oder man nutzte einen Namen für mehrere Musiker.
Die erste EP des Labels erschien 1952 mit Wild Side of Life / Somebody’s Stolen My Honey b/w Busybody / Wondering (Big 4 Hits #10) von Preston Ward und Jim Watson, vier Country-Songs. Bis 1953 erschien unter dem Namen ausschließlich Gospel und Country, danach wurden auch Pop-Hits mit ins Repertoire aufgenommen. Der spätere Bluegrass-Star Sonny Osborne startete hier seine Karriere und auch Delbert Barkers erste Aufnahmen erschienen unter anderem auf Big 4 Hits. Mit einem Cover des Songs Shake, Rattle and Roll (populär gemacht durch Bill Haley) von Billy St. Claire auf Big 4 Hits #102 erschien 1954 erstmals ein Rock-’n’-Roll-Song. Bis 1958 erschienen proportional immer mehr Rock-’n’-Roll-Cover, sodass am Ende fast nur noch Rock ’n’ Roll im Katalog von Big 4 Hits zu finden war. Einige dieser Aufnahmen wurden durch Collector Records in der Serie Hot Steamy Lovers: Rock 'n' Roll Covers neu veröffentlicht.
Das Label Gateway führte 1955 ebenfalls eine kurzlebige EP-Serie ein, dessen 17 Veröffentlichungen im Katalog von Big 4 Hits erschienen. Einige Big-4-Hits-Platten tragen auf den Label-Etiketten neben dem Labelnamen auch den Zusatz Queen City Records.
1957/1958 verkaufte Rite alle Budget-Labels, darunter auch Big 4 Hits, an ein Unternehmen in Philadelphia, Pennsylvania, von dem Big 4 Hits ungefähr ein Jahr lang weitergeführt wurde. Mit dem Wechsel des Besitzers änderten sich auch die Plattenetiketten von gelb zu blau. Die letzte EP erschien mit Big 4 Hits 591-4 im Jahr 1958.

## Diskographie
Big 4 Hits hatte nur eine Serie, in der ausschließlich EPs erschienen. Sie begann bei #10 im Jahr 1952 und endete 1958 bei #236. Das Label wechselte seinen Sitz ungefähr zeitgleich zum Erscheinungsdatum der EP #212. Die einzige Veröffentlichung, die nicht nach diesem Katalogsystem erfasst wurde, ist Big 4 Hits #591-4 aus dem Jahr 1958. Dies ist möglicherweise die letzte Veröffentlichung des Labels.
Eine Auflistung aller Veröffentlichungen ist aufgrund ihrer Vielzahl hier nicht möglich.